# Anton Zwerina
Anton Zwerina   (7 de juny de 1900 - 19 de maig de 1973) fou un aixecador austríac que va competir durant la dècada de 1920.
El 1924 va prendre part en els Jocs Olímpics de París, on disputà la prova del pes lleuger, per a aixecadors amb un pes inferior a 67,5 kg, del programa d'halterofília. En ella guanyà la medalla de plata, per darrere el francès Edmond Decottignies.